# Гальбштадт
Гальбшта́дт (нем. Halbstadt; в 1938—1991 — Некра́сово) — село в Алтайском крае России, административный центр Немецкого национального района и сельского поселения Гальбштадтский сельсовет. Расположено в 430 км к западу от Барнаула.
В этом месте проживали немцы-переселенцы.
Население — 1672 (2021)

## Физико-географическая характеристика
Село расположено в пределах Кулундинской равнины, относящейся к Западно-Сибирской равнине, на высоте 139 метров над уровнем моря. Рельеф местности равнинный. Село окружено полями. Распространены тёмно-каштановые почвы и чернозёмы южные.
По автомобильным дорогам расстояние до краевого центра города Барнаула — 440 км. 
Ближайший город Славгород расположен в 38 км к юго-западу от села.
Климат
Климат умеренный континентальный (согласно классификации климатов Кёппена-Гейгера — тип Dfb). Среднегодовая температура положительная и составляет +1,7° С, средняя температура самого холодного месяца января − 17,5 °C, самого жаркого месяца июля + 20,3° С. Многолетняя норма осадков — 313 мм, наибольшее количество осадков выпадает в июле — 56 мм, наименьшее в марте — 13 мм

## История
Основано в 1908 году немецкими переселенцами из Причерноморья. Названо по молочанской колонии Гальбштадт (Schwarzmeerdeutsche). До 1917 года — меннонитское село в составе Барнаульского уезда Томской губернии (Орловская, Хортицкая волости). Меннонитская община Шумановка-Клефельд (зарегистрирована 8 февраля 1912 года). До революции в селе действовала паровая мельница, имелась меннонитская школа. Была закрыта наряду с другими меннонитскими школами Барнаульского уезда в начале 1915 года как «официально незарегистрированная». В конце 1914 года по решению властей поселение переименовано в Полгород.
В первой половине 1920-х годов появились кооперативная лавка, семеноводческое и племенное товарищество, сельскохозяйственное кредитное общество, открылся пункт ликбеза, изба-читальня, работала начальная школа. К 1927 году в селе имелось электричество. В 1924 году в меннонитской общине состояло 443 человека, работал хоровой кружок. В 1925 году из Гальбштадта вывели немецкий детский дом из-за страха властей за религиозное влияние меннонитов на детей.
4 июля 1927 года решением ВЦИК создан Октябрьский (Немецкий) район, объединивший 57 немецких поселений, с центром в Гальбштадте. В годы коллективизации организованы колхоз «Унзере Виртшафт» и «Рот Фронт». 2 июля 1930 года на волне стихийного протеста против коллективизации в Гальбштадте произошло массовое восстание меннонитов. В марте 1930 года создана одна из первых в Сибири МТС, имевшая 33 трактора. 25-28 октября 1934 года в Гальбштадте прошёл судебный процесс по делу о «контрреволюционном саботаже» в колхозе «Рот Фронт». Колхозники обвинялись в срыве хлебозаготовок. Осуждены 9 человек во главе с председателем И. Шреппом. После ликвидации Немецкого национального района в 1938 году вплоть до его восстановления в 1991 году называлось Некра́сово.
В 1930—1938 годах в Гальбштадте выходила газета «Роте Фане». В 1930-е годы работала средняя школа (с 1932 г.), имелась аптека.
В 1991 году Немецкий район восстановлен в прежних границах. В декабре 1994 года построено новое здание районной администрации, в 2007 году — новое здание школы.

## Население
| 1911  | 1926  | 1935  | 1980  | 1989  | 1991  | 1995  | 1997  | 1998  | 1999  | 2000  | 2001  |
| ----- | ----- | ----- | ----- | ----- | ----- | ----- | ----- | ----- | ----- | ----- | ----- |
| 211   | ↗535  | ↗1240 | ↗1650 | ↗1785 | ↘1780 | ↗1920 | ↘1903 | ↗2020 | ↗2069 | ↘1998 | ↗2021 |
| 2002  | 2003  | 2004  | 2005  | 2006  | 2007  | 2008  | 2009  | 2010  | 2011  | 2012  | 2013  |
| ↘1827 | ↗1915 | ↘1896 | ↘1874 | ↘1763 | ↗1778 | ↗1841 | ↘1816 | ↘1756 | ↘1753 | ↗1833 | ↗1913 |
| 2014  | 2015  | 2016  | 2017  | 2018  | 2019  | 2020  | 2021  |       |       |       |       |
| ↘1872 | ↘1805 | ↘1750 | ↗1756 | ↘1754 | ↘1731 | ↘1690 | ↘1672 |       |       |       |       |

В 1995 году немцы составляли 44 % населения села.

## Экономика и социальная сфера

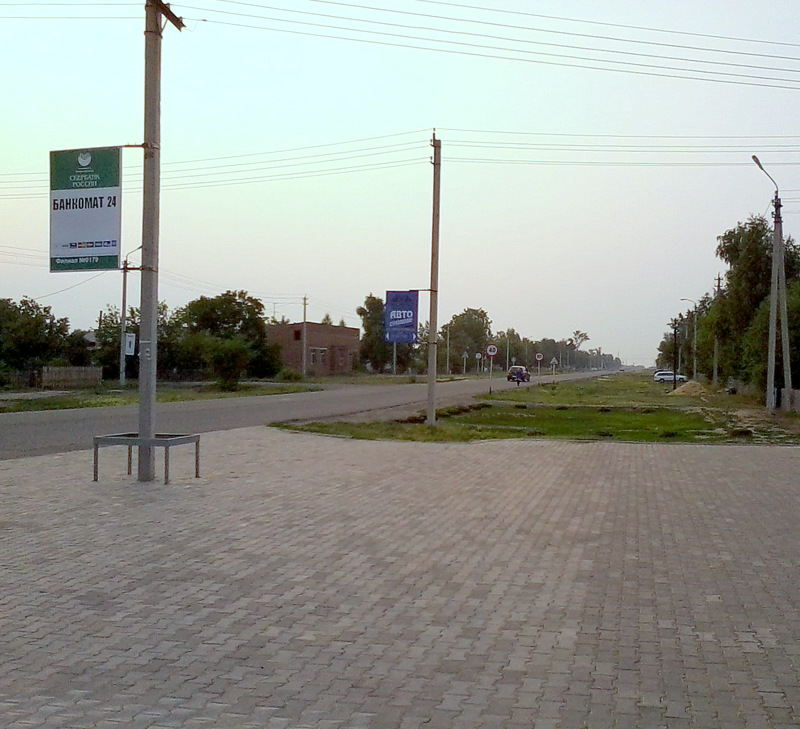
Гальбштадт. Первомайская улица

В селе находятся предприятия ремонтно-технического и бытового обслуживания, образовательная и музыкальная школы, медицинские учреждения, библиотеки, стадион, Центр немецкой культуры, районный Дом культуры.

## Телевидение и радио

### Радиовещание
- 103,9 FM — Радио России / ГТРК Алтай;

### Телевидение
- 29 ДМВ — Первый мультиплекс цифрового телевидения России;
- 47 ДМВ — Второй мультиплекс цифрового телевидения России.

## Транспорт
Гальбштадт связан с Барнаулом и другими городами и районами края автомобильной трассой Славгород — Камень-на-Оби, до ближайшей железнодорожной станции Славгород — 40 км.